# Megachile batchelori
Megachile batchelori är en biart som beskrevs av Cockerell 1929. Megachile batchelori ingår i släktet tapetserarbin, och familjen buksamlarbin. Inga underarter finns listade i Catalogue of Life.